# Casnovia
Casnovia es una villa ubicada en el condado de Muskegon y condado de Kent y se encuentra parcialmente dentro de los dos en el estado estadounidense de Míchigan. En el Censo de 2010 tenía una población de 319 habitantes y una densidad poblacional de 113,31 personas por km².

## Geografía
Casnovia se encuentra ubicada en las coordenadas 43°13′55″N 85°47′15″O / 43.23194, -85.78750. Según la Oficina del Censo de los Estados Unidos, Casnovia tiene una superficie total de 2.82 km², de la cual 2.79 km² corresponden a tierra firme y (0.83%) 0.02 km² es agua.

## Demografía
Según el censo de 2010, había 319 personas residiendo en Casnovia. La densidad de población era de 113,31 hab./km². De los 319 habitantes, Casnovia estaba compuesto por el 88.4% blancos, el 0.31% eran afroamericanos, el 1.88% eran amerindios, el 0% eran asiáticos, el 0% eran isleños del Pacífico, el 4.39% eran de otras razas y el 5.02% pertenecían a dos o más razas. Del total de la población el 11.6% eran hispanos o latinos de cualquier raza.